# Кысса, Владимир Михайлович
Владимир Михайлович Кысса (р. 7 июня 1980 года в городе Комрат. В биографической справке депутата для Центральной избирательной комиссии Гагаузии в качестве родного населённого пункта указано село Буджак Комратского района Гагаузии) — депутат Центральной Избирательной Комиссии Гагаузии. Председатель Народного Собрания Гагаузии.

## Биография
В 1986 году пошёл в Буджакскую СШ. 1998 начал учёбу в Комратского Государственном Университете. Имеет юридическое образование. Был депутатом Народного Собрания Гагаузии двух предыдущих созывов (2008—2012; 2012—2016) от села Буджак. Одновременно с депутатской деятельностью возглавлял Комратский отдел учёта транспортных средств (МРЭО) государственного предприятия (ГП) «Registru» и ушёл с этой должности после избрания его председателем Народного Собрания Гагаузии нынешнего VI созыва.

## Победа на выборах 2016
На выборах в законодательный орган автономии 20 ноября 2016 года Владимир Кысса был единственным кандидатом от 15-го избирательного округа и был избран первом же туре.
В основные и дополнительные списки избирателей данного округа всего было внесено 1331 человек. В голосовании приняли участие 735 жителей. 733 из них отдали свой голос за Владимира Кыссу. Два бюллетеня были признаны недействительными.